# Jacutogastrura silvatica
Jacutogastrura silvatica är en urinsektsart som beskrevs av Olga M. Martynova 1981. Jacutogastrura silvatica ingår i släktet Jacutogastrura och familjen Hypogastruridae. Inga underarter finns listade i Catalogue of Life.